# Новая Качеевка
 Новая Качеевка  — деревня в составе Такушевского сельского поселения Теньгушевского района Республики Мордовия.

## География
Находится на расстоянии примерно 9 километров по прямой на юго-восток от районного центра села Теньгушево.

## История
Основана после 1861 года переселенцами из села Старая Качеевка.

## Население
Постоянное население составляло 16 человек (русские 56%) в 2002 году, 10 в 2010 году .